# Вурмлинген (Тутлинген)
Вурмлинген (нем. Wurmlingen) — община в Германии, в земле Баден-Вюртемберг.
Подчиняется административному округу Фрайбург. Входит в состав района Тутлинген. Население составляет 3780 человек (на 31 декабря 2010 года). Занимает площадь 15,43 км².